# Concerto Copenhagen
Concerto Copenhagen, även känd som CoCo är en dansk barockensemble som spelar på tidstrogna instrument. Den grundades 1991 och leds sedan 1999 av cembalisten Lars Ulrik Mortensen.
Orkestern spelar både traditionell barockmusik, klassisk musik och sällan spelad nordisk musik från barocken. Den framträder regelbundet vid Det Kongelige Theater i Köpenhamn och har framträtt med bland andra Emma Kirkby, Andreas Scholl och Andrew Manze, sedan 2002 också med Estniska filharmonins kammarkör.
Ensemblen har gjort flera inspelningar på skivmärket BIS.